# Suzuki GS1100 (E, ES, G, GK, GL, L, S)
La Suzuki GS1100 es una motocicleta que era parte de la serie GS de Suzuki, introducida en 1980. El desplazamiento del motor fue incrementado de 1000 a 1100cc.  Fue una descendiente directa de la Suzuki * GS750.  Hasta su introducción recibió muchas alabanzas por haber presionado el mercado de las motocicletas por encima de la anterior GS1000.
- 4 válvulas por cilindro.
- Doble árbol de levas en la cabeza.
- Encendido electrónico
- Transmisión de 5 velocidades.
- Brazo balancín de sección cuadrada.

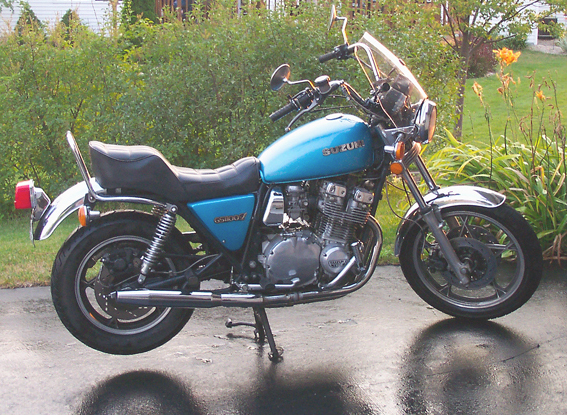
Suzuki GS1100L

- Horquila anti-zambullida (1982)
- 3 frenos de disco

## Comentarios
- Superbike del año por 3 años consecutivos para la revista "Cycle World" (1981-1983).

- "Tecnológicamente, la GS1000 es una motocicleta de época. Representa la primera vez que una motocicleta japonesa ha sido rediseñada con 2 importantes factores tomados en cuenta: manejo y peso ligero"-Cycle Guide en marzo de 1978.[3]

- En 1999 la revista "Rider Magazine" puso a la GS1100E en el quinto lugar de la lista de las 100 motos más importantes de los últimos 35 años.